# Georgshütte (Sonneberg)
Georgshütte ist ein Ortsteil der Stadt Sonneberg im Landkreis Sonneberg in Thüringen.

## Lage
Georgshütte liegt im unteren Teil des Ölsetales. Verkehrsmäßig ist es an die Landesstraße 1150 angebunden.

## Geschichte
1741 wurde Georgshütte erstmals urkundlich erfasst. Im Jahr 1901 schlossen sich Friedrichsthal, Eschenthal und Georgshütte zur Gemeinde Eschenthal zusammen. 1994 folgte die Eingliederung in die Gemeinde Engnitzthal, 1997 in die Gemeinde Oberland am Rennsteig und 2014 schließlich in die Stadt Sonneberg.
Der Hochofen wurde 1741 errichtet. Später folgte ein Sägewerk, das inzwischen abgebrochen worden ist. Es arrangierte sich ein Kleinmöbelhersteller, dessen Produktionsräume 2010 abgebrannt sind. Dies bedeutete das Aus.
Georgshütte erhielt 1860 vom damaligen Erbprinzen und späteren Herzog Georg II. von Sachsen-Meiningen seinen Ortsnamen.
Der Hochofen in Georgshütte wurde 1741 errichtet, der lange Zeit zu den Baumännischen Hammerwerken in Friedrichsthal gehörte. Die Blütezeit des Eisenwalzwerkes Bernhardshütte war auch für den Blauofen in Georgshütte von großer Bedeutung, denn er belieferte die Bernhardshütte mit Roheisen und wurde kurz nach deren Schließung ebenfalls stillgelegt.
Auf dem Gelände entstand später das Sägewerk Georgshütte, dass mittlerweile abgebrochen wurde. Ein Kleinmöbelhersteller konnte sich in der Ortsmitte bis zum Tode des Besitzers bis ca. 1994 recht erfolgreich entwickeln. Lagerräume entstanden auf dem Betriebsgelände. Ein Großbrand Ende 2010 brachte auch diesen Gewerbezweig zum Erliegen.
Das Tal von Georgshütte bis Friedrichsthal nannte man früher das „Tal der alten Leute“, das Lebensalter in diesem Gebiet war überdurchschnittlich hoch.